# Faulbach (Moselle)
Pour l’article homonyme, voir Faulbach.
Faulbach est un hameau de la commune française de Rodemack, dans le département de la Moselle. De 1790 à 1811, Faulbach est une commune indépendante. Ses habitants sont appelés les Faulbachois.

## Géographie
Traversé par le ruisseau de Faulbach et par la route D62, le hameau de Faulbach est situé dans le Nord du pays thionvillois, à 15 km au Nord-Est de Thionville et à 2 km au sud-est de Rodemack.

### Voies de communication et transports
Entre 1903 et 1935, cette localité était desservie par la ligne de Thionville à Mondorf-les-Bains.

## Toponymie
- Mentions anciennes : Fulbach en 907[1], Volebach en 1303[1], Vulbach en 1335[1], Faulbach en 1355[1], Folbach en 1681[2], Faulback en 1756[2].
- En francique lorrain : Foulbech[3], Fëulbech[1] et Faulbech. En allemand : Faulbach[4].

C'est le ruisseau de Faulbach qui a donné son nom à ce hameau, Faulbach est un nom germanique signifiant « eau paresseuse », c'est un nom donné aux courants d'eau qui ont peu de chute et que l'on utilise pas ou peu comme force motrice.

## Histoire
Au IXe siècle, ce hameau est un bien impérial que le roi de Germanie donne en 880 à l'abbaye de Fulda en Hesse, sachant que Faulbach est mentionné implicitement dans le texte de la donation.
Ce hameau fait ensuite partie des terres de l'abbaye d'Echternach et, à la fin du XIIe siècle, entre dans le giron de la seigneurie de Rodemack. Faulbach devient alors le siège de l'une des 7 mairies de cette seigneurie et cette situation reste inchangée pendant des siècles. Bien longtemps après, en 1681, Faulbach est mentionné en tant que fief dépendant de la seigneurie de Rodemack, formant avec Simming une des mairies de cette seigneurie. 
L'église de Faulbach était annexe de la cure de Rodemack ; elle devient annexe de la paroisse de Semming à l'époque de l'ancien régime, puis de la paroisse de Berg de 1808 à 1838 et de celle de Fixem en 1838.
En 1769, la seigneurie de Rodemack devient officiellement française en vertu de la convention de Versailles.
En 1790, ce hameau est érigé en commune autonome, mais cela ne dure pas longtemps car les municipalités de Faulbach et d'Eysing sont supprimées par décret du 9 septembre 1811 et réunies à celle de Rodemack.

## Démographie
En 1844, la population est de 9 habitants, elle passe à 83 habitants répartis dans 21 maisons en 1900.

## Culture locale et patrimoine

### Lieux et monuments
- Ancienne forge, rue de la Vieille Forge
- Croix de chemin de 1812[7]
- Croix Pierre Poncin (1861)

### Linguistique
Le dialecte francique de Rodemack diffère très peu de celui parlé à Esing, Faulbach, Semming, Fixem, Évange, Boler, Basse-Parthe, Haute-Parthe et Boust. Ces 10 localités ont à peu près le même vocalisme et le même nombre de diphtongues (le dialecte de Rodemack en a 10), elles forment ainsi une petite aire linguistique et seul quelques mots sont différents à l'intérieur de cette aire. 